# Ernest Preyer
Ernest Julius Preyer (* 9. August 1842 in Manchester; † 29. April 1917 in Düsseldorf) war ein Maler und Autor von Kunst-Lehrbüchern.

## Leben
Preyer war der Sohn des Handelsherrn Heinrich Wilhelm Thierry Preyer (* 23. November 1810; † 12. August 1890) und dessen Frau Adele Klara Marie (geborene Kutter, * 23. August 1820; † 29. April 1889). Seine Geschwister waren der Wissenschaftler Wilhelm Thierry Preyer und Emmy Henriette Wilhelmine Marie Preyer (* 16. Juli 1847; † 14. September 1864 ⚭ Axel Erich Freiherr von Rosenkrantz). Der Künstler signierte stets mit „Ernest Preyer“ und war Mitglied der Künstlervereinigung Malkasten in Düsseldorf.
Bereits während seines Studiums in Karlsruhe war er durch seine Lehrer Hans Fredrik Gude und Carl Friedrich Lessing mit Eigenarten der in Düsseldorf geübten Malweisen bekannt geworden. Zwischen 1874 und 1877 vertiefte er sie als Privatschüler von Wilhelm Sohn und Hugo Crola. Italienreisen veranlassten Preyer, Landschaftsmotive mit antiken Ruinen zu bevorzugen. In Rom, wo er von Dezember 1866 bis 1867, im März 1870, im Oktober 1872 und im Februar 1892 weilte, führte er zudem gemeinsam mit seinem Bruder Studien zur „Verwandtschaft der Töne und Farben“ durch. Anfang der 1890er Jahre wurde Preyer Eigentümer des Hauses Nr. 3 in der Alleestraße, unweit der damaligen Kunsthalle.
Am 14. September 1872 heiratete Preyer in Bonn „Agnes“ Laura Carolina (* 24. Juni 1854), Tochter des Generalarztes Wilhelm Busch und dessen Frau  Agnes (geborene Mitscherlich). Aus der Ehe gingen folgende Kinder hervor:
- Wilhelm Dietrich Cornelius Preyer (* 6. Mai 1877; † 19. März 1959) wurde Leutnant im 2. Ober-Elsässischen Feld-Artillerie-Regiment Nr. 51 und später Professor an der Albertus-Universität Königsberg
- Agnes Henriette Emmy Elisabeth Adelheid Preyer, genannt Ada (* 16. Oktober 1878) ⚭ 1911 Arthur Erich Georg Haseloff[5][6]
- Otto Richard Ernst Edwin Preyer (* 16. Januar 1881) wurde Jurist und Dolmetscher in Tsingtau in China
- Marie Agnes Johanna Helene Preyer (* 30. Juni 1888)

## Werke (Auswahl)
- Grabmal des Pompejus (1870)
- Die Himmelfahrt Mariä (1881)[7]
- Die vier Tageszeiten durch Landschaften dargestellt (am 17. November 1891 in Lepkes Kunstauktion versteigert)
- Landhaus am Meer (Aquarell, Kroatien 28. Oktober 1891)
- Großes Arrangement von Rosen (1897)[8]
- Via de Fornaci in Rom (1900)

Schriften
- Johann Wilhelm Völker: Die Kunst der Malerei: nach rein künstlerischer, leicht fasslicher Methode. Neu durchgesehen und umgearbeitet von Ernest Preyer, Ausgabe 3, Verlag Johann Ambrosius Barth, Leipzig 1891.